# 油井秀樹
油井 秀樹（ゆい ひでき、1969年〈昭和44年〉生）は、日本のジャーナリスト。NHKメディア総局報道局国際部記者。

## 経歴
横浜市立庄戸中学校、神奈川県立柏陽高校、早稲田大学卒業後、1994年（平成6年） NHK入局。初任地NHK沖縄放送局を経て、報道局国際部に配属。
2003年（平成15年）のイラク戦争では アメリカ陸軍に従軍し現地から戦況を伝えた。その後、ワシントン支局、中国総局、イスラマバード支局などを経て、2016年（平成28年）から再びワシントン支局に勤務。2018年（平成30年）6月ワシントン支局長に昇格。通算5年間の勤務を経て、2021年（令和3年）3月29日報道局記者主幹・池畑修平の後任で『国際報道2022』のメインキャスターに就任。
2025年３月末で、降板。